# Sitio de Constantinopla (1235)
El sitio de Constantinopla de 1235 (en búlgaro: Обсада на Константинопол, en griego: Πολιορκία της Κωνσταντινούπολης) fue un asedio conjunto búlgaro-niceno en la capital del Imperio latino. El emperador latino Juan de Brienne fue sitiado por el emperador niceno Juan III Ducas Vatatzes y el zar Iván Asen II de Bulgaria. El asedio no tuvo éxito.

## Preludio
Después de que Roberto de Courtenay murió en 1228, una nueva regencia bajo de Juan de Brienne fue creada. Después de la desastrosa derrota epirota por los búlgaros en la batalla de Klokotnitsa, la amenaza epirota al Imperio latino fue removida, solo para ser sustituida por Nicea, que inició con la adquisición de territorios en Grecia. El emperador Juan III Ducas Vatatzes de Nicea firmó una alianza con Bulgaria, que en 1235 dio lugar a una campaña conjunta contra el Imperio latino.

## El asedio
En 1235, Angelo Sanudo envió un escuadrón naval para la defensa de Constantinopla, donde el emperador Juan de Brienne estaba siendo sitiado por Juan III Ducas Vatatzes, emperador de Nicea, e Iván Asen II de Bulgaria. El sitio conjunto búlgaro-niceno no tuvo éxito. Los aliados se retiraron en el otoño por el invierno entrante. Iván Asen II y Vatatzes acordaron continuar el asedio al año siguiente, pero el emperador búlgaro se negó a enviar tropas. Con la muerte de Juan de Brienne en 1237 los búlgaros rompieron el tratado con Vatatzes debido a la posibilidad de que Iván Asen II podría convertirse en regente del Imperio latino.
Por otra intervención de Ángelo, una tregua se firmó entre los dos imperios durante dos años.

## Consecuencias
En 1247, los nicenos habían rodeado con eficacia Constantinopla, contra las fuertes murallas de la ciudad que solo los mantenían a raya, y la batalla de Pelagonia en 1258 marcó el principio del fin del predominio latino en Grecia. Así, el 25 de julio de 1261, con la mayoría de las tropas latinas lejos de la campaña, el general niceno Alexios Strategopoulos había encontrado una entrada sin vigilancia a la ciudad, y entró con sus tropas, restaurando el Imperio bizantino para su dueño, Miguel VIII Paleólogo.